# Augustin Fataki Alueke
Augustin Fataki Alueke (* 1912 in Mahagi, Belgisch Kongo; † 15. Dezember 1999) war ein kongolesischer Geistlicher und römisch-katholischer Erzbischof von Kisangani.

## Leben
Augustin Fataki Alueke empfing am 1. Oktober 1944 das Sakrament der Priesterweihe. Von 1965 bis 1968 war Fataki Alueke Apostolischer Administrator des vakanten Bistums Wamba.
Am 26. September 1967 ernannte ihn Papst Paul VI. zum Erzbischof von Kisangani. Der Apostolische Nuntius in der Demokratischen Republik Kongo, Erzbischof Jean-Marie Maury, spendete ihm am 28. Januar 1968 in Kisangu die Bischofsweihe; Mitkonsekratoren waren der Bischof von Buta, Jacques Mbali, und der Bischof von Bondo, André Creemers OSC.
Papst Johannes Paul II. nahm am 1. September 1988 das von Augustin Fataki Alueke aus Altersgründen vorgebrachte Rücktrittsgesuch an.